# Strada statale 389 di Buddusò e del Correboi

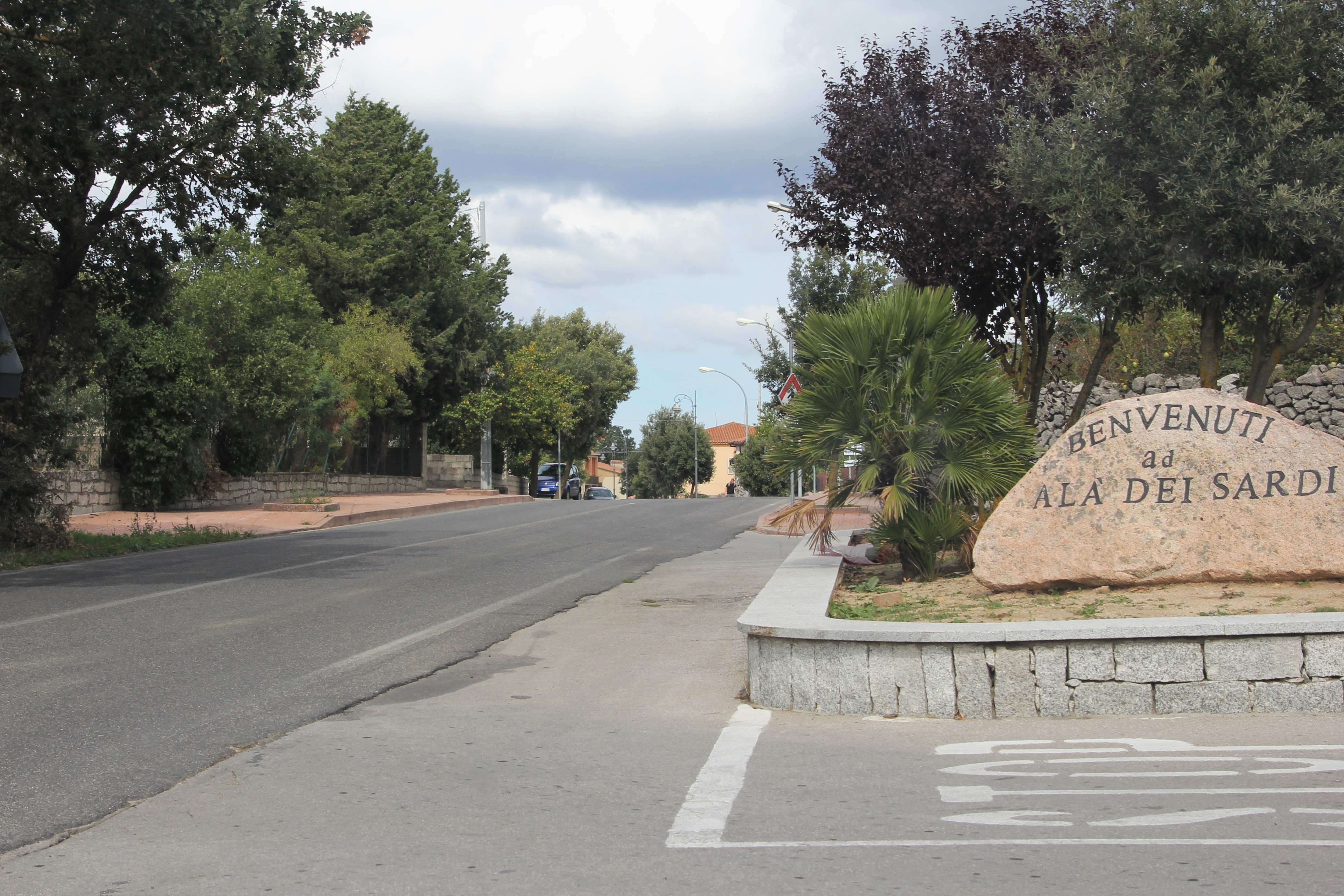
La 389 all'ingresso di Alà dei Sardi

La strada statale 389 di Buddusò e del Correboi (SS 389) è una strada statale italiana che taglia longitudinalmente la parte orientale della Sardegna. Attualmente è composta da due tronconi distinti, a seguito della realizzazione di un tratto in variante intermedio.

## Percorso
Il primo tratto ha inizio da Monti, innestandosi sulla nuova strada ANAS 319 di Monti (tratto dismesso della strada statale 199 di Monti) per proseguire in direzione di Alà dei Sardi, Buddusò (dopo il quale entra nella Provincia di Nuoro), Bitti fino a Nuoro. Termina dopo esser usciti dalla città a sud e incrociato la circonvallazione di Nuoro, dopo 102,100 km.
Il secondo tratto ha inizio dal termine della SS 389 var nei pressi del bivio di Villagrande Strisaili in corrispondenza del km 171,200 e termina dopo pochi chilometri innestandosi sulla strada statale 198 di Seui e Lanusei (lunghezza pari a 8,000 km).
Il tratto centrale è stato dismesso il 7 marzo 1997 a seguito della costruzione della SS 389 var, caratterizzata da un tracciato molto più lineare che permette un attraversamento più veloce della zona del Gennargentu. La porzione dismessa tra lo svincolo di Fonni e il paese stesso è stata inserita nell'itinerario della SS 389 dir/B, mentre la restante parte è stata consegnata alla Provincia di Nuoro che ne ha attualmente chiusa al transito una consistente parte, destinata al solo transito locale per attività agro-pastorali. Questo tratto ha inizio dall'uscita sud di Nuoro. Attraversa i centri di Mamoiada e Fonni, valicato il passo di Correboi, attraversa la frazione villagrandese di Villanova Strisaili e termina sulla SS389 var nei pressi di quest'ultimo centro abitato.
La parte di nuova costruzione venne inizialmente integrata nell'itinerario della SS 389 stessa, salvo venir poi riclassificata provvisoriamente nel corso del 1997 come nuova strada ANAS 318 Nuoro-Villagrande, ed infine classificata SS 389 var negli anni 2000.
La strada dal percorso lungo e tortuoso è particolarmente apprezzata dai mototuristi, in virtù delle innumerevoli curve e dei paesaggi spettacolari che attraversa.
Nel tratto che va dalla zona di Pratosardo, alle porte di Nuoro, fino a Buddusò, la strada attraversa delle foreste di Sughero ad oggi ancora utilizzate per la produzione del sughero. Tra Bitti e Buddusò il percorso costeggia il nuraghe Loelle.

## Strada statale 389 var Nuoro-Lanusei
La strada statale 389 var Nuoro-Lanusei (SS 389 var), già nuova strada ANAS 318 Nuoro-Villagrande (NSA 318), è una strada statale italiana, variante al tracciato della SS 389 nel tratto tra Nuoro e il lago alto del Flumendosa.
Si presenta a carreggiata unica con una corsia per senso di marcia, perlopiù priva di incroci a raso. La sua classificazione è stata controversa, essendo stata in un primo tempo inserita direttamente nell'itinerario della SS 389, poi definita come NSA 318, ed infine negli anni 2000  classificata come SS 389 var.

### Percorso
| Nuoro-Lanusei |                                                                       |      |           |
| Tipo          | Indicazione                                                           | km   | Provincia |
|               | Circonvallazione di Nuoro Diramazione Centrale Nuorese - Nuoro        | 0,0  | NU        |
|               | Nuoro - Dorgali Circonvallazione di Nuoro - di Buddusò e del Correboi | 0,4  | NU        |
|               | Orani - Sarule                                                        | 6,0  | NU        |
|               | Mamoiada - Orgosolo                                                   | 10,5 | NU        |
|               | Mamoiada - Sarule                                                     | 13,7 | NU        |
|               | Mamoiada - Lodine - Gavoi - Ollolai (solo in direzione Lanusei)       | 15,1 | NU        |
|               | Fonni - Ovodda - Aritzo - Sorgono                                     | 18,2 | NU        |
|               | Pratobello - Orgosolo                                                 | 22,0 | NU        |
|               | Passo Caravai - Fonni                                                 | 27,5 | NU        |
|               | Talana                                                                | 39,4 | NU        |
|               | Villanova Strisaili                                                   | 48,6 | NU        |
|               | di Buddusò e del Correboi Lanusei                                     | 51,0 | NU        |

## Strada statale 389 dir/A di Buddusò e del Correboi
La strada statale 389 dir/A di Buddusò e del Correboi (SS 389 dir/A) è una strada statale italiana che si snoda in Sardegna.
Rappresenta una diramazione della SS 389 che dall'abitato di Buddusò si congiunge con la strada statale 128 bis Centrale Sarda, altra arteria che attraversa la zona del Monteacuto.

## Strada statale 389 dir/B di Buddusò e del Correboi
La strada statale 389 dir/B di Buddusò e del Correboi (SS 389 dir/B) è una strada statale italiana che si snoda in Sardegna.
La strada ha subito diverse revisioni dell'itinerario seguendo in parte le sorti della SS 389. Nasce come diramazione che dall'innesto con la SS 389 presso Fonni raggiunge il lago di Gusana innestandosi sulla strada statale 128 Centrale Sarda.
Con la costruzione del tratto a scorrimento veloce della SS 389 e la sua momentanea inclusione nell'itinerario della SS 389 stessa, il caposaldo iniziale della diramazione viene spostato da Fonni allo svincolo per la stessa sulla variante della SS 389, all'altezza del km 122 circa. La lunghezza arriva quindi a 16,852.
Nel 2011, la revisione delle chilometriche fissa la lunghezza in 16,593 km, di cui il tratto storico lungo 6,674 km e il tratto ex SS 389 lungo 9,650.